# Dmitro Vishnevetski
Dmitró Vishnevetski (en eslavo eclesiástico: Димитрiй Вишневецкій, en ucraniano: Дмитро Вишневецький, en ruso: Дми́трий Ива́нович Вишневе́цкий, en polaco: Dymitr Wiśniowiecki) fue un magnate ortodoxo volinio de la familia Wiśniowiecki. Poseía grandes extensiones de tierra en el powiat de Kremenets. Desde 1551 fue stárosta de Cherkasy y Kániv del Gran Ducado de Lituania.
En 1555, en la isla Mala Jórtytsia del curso del río Dniéper (en su distributario Stari o "Viejo Dniéper") hizo construir una fortificación construida con tierra y madera. Lo hizo por su propia cuenta, sin apoyo ni permiso del rey de Polonia ni del kan de Crimea. Desde este puesto, dirigió en 1556 dos expediciones hacia las posesiones crimeas y otomanas, hacia Özü e Islam Kremén. En 1558, se puso al servicio de Iván el Terrible. En 1563 se inmiscuyó en los conflictos de Moldavia y fue hecho prisionero. Cautivo, fue enviado a Constantinopla, donde fue torturado hasta la muerte siendo colgado por las costillas por orden de Solimán el Magnífico ese año o al siguiente.
La historiografía ha generado un debate acerca de la identificación de Víshnevetski con Baida, héroe popular del folclore de Ucrania, primer hetman de los cosacos zaporogos y fundador del Sich de Zaporozhia. Este debate se encuadra en el debate historiográfico entre los partidarios de unos ancestros nobles para los cosacos. defendida por la visión burguesa o la consideración de siervos rebeldes opuestos a la tiranía del Imperio otomano, Moscovia y Polonia-Lituania, defendida por los teóricos soviéticos.

## Biografía

### Stárosta de Cherkasy y Kániv
Dmitró nació en Víshnivets (actual Ucrania, entonces feudo semiautónomo del Gran Ducado de Lituania (en unión personal con el Reino de Polonia) fue el cuarto hijo de la poderosa familia rutena formada por Iván Víshnevetski (m. 1542) y su primera esposa, Anastasia Olizárovich (m. 1536). Era un miembro de la dinastía de los Gediminidas y su rama de la familia, Wiśniowiecki, desciende de la familia de príncipes de Nóvgorod-Síverski por Dmitri Korybut. Su padre fue stárosta de Šalčininkai y Vorchin desde 1533 y desde 1536 de Slawharad y Chachersk, en las actuales Lituania, Bielorrusia y Ucrania. Sus extensas tierras, uno de los mayores dominios del Gran Ducado se encontraban sobre todo en Volinia occidental, en el uyezd de Kremenets, e incluían Pidhaisti, Oknin, Kumnin, Lopushno, Tárazh, Komarin, Krutniv y otras localidades.
Al parecer participaría en las expediciones contra el kanato de Crimea bajo el mando del stárosta de Bar Bernard Pretwicz y el duque lituano Fiodor Sanguszko, stárosta de Bratslav y Vínnitsa. Estas expediciones tenían por propósito el destruir los puestos avanzados de los tártaros de Crimea, causar desgaste a su economía arrebatándoles el máximo de sus riquezas . Los caballos y animales de tiro eran particularmente buscados pues el combatiente tártaro era por definición jinete. Los ataques eran llevados a cabo por tropas cosacas, reclutadas circunstancialmente. El pago a sus servicios consistía en el reparto del botín, que podía ser considerable y era el principal objetivo de los participantes. Aparece en las fuentes por primera vez en 1545, siendo nombrado derzhavsta en 1547 y stárosta de Cherkasy y Kániv en 1551. Disgustado con las políticas de Segismundo II Augusto de polonización, catolización y centralización del poder, se comportaba con independencia.
En 1553, visitó el Imperio otomano con la intención de liberar a su tío Fiódor Víshnevetski. Esta visita a la fortaleza de Akkerman es interpretada por algunos investigadores como una maniobra contra los cosacos al pedir la protección del Padishah, como habían hecho otros príncipes cristianos como los hospodares moldavos. En 1554, Segismundo II Augusto le otorgó de nuevo los títulos de stárosta de Cherkasy y Kániv. En 1554, 1555 o 1556, descendió por el Dniéper y ordenó la construcción de una fortaleza en la isla Mala Jórtytsia del río Dniéper, poco después del tercer y último rápido, sin ayuda ni del rey polaco ni del kan Devlet I Giray y tuvo que pagarla de su bolsillo. Al parecer, la fortaleza fue construida de tierra y madera, de tal modo que el kan tártaro no podía conquistarla, lo que desvió su atención hacia Moscovia.

### Al servicio de Iván el Terrible

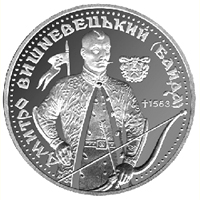
Pieza conmemorativa.

En septiembre de 1556, escribió a Iván IV el Terrible comunicándole su disposición a abandonar a Segismundo y ponerse bajó su protección. Ese mismo año atacó por su cuenta Islam-Kermen, donde obtuvo cañones, saqueó la región de Ochákiv y pidió a continuación ayuda a Segismundo II para defender Jórtytsia. Ante la negativa de éste en mayo de 1557, Víshnevetski rompe sus vínculos con él. Devlet Giray aprovechó para dirigir un ataque en represalia contra la fortaleza en la isla, sin poder conquistarla tras un asedio de 24 días, hecho del que Víshnevetski informó al zar. A finales de verano de ese año, Devlet Giray ataca de nuevo la fortaleza con un ejército tártaro auxiliado por destacamentos moldavos y jenízaros, consiguiendo tomarla y forzando la huida a Cherkasy de Víshnevetski, que solicita y consigue la protección del zar, que le reclama en Moscú. Por este cambio de señor, todas las posesiones lituanas de Víshnevetski pasaron al reino de Polonia, y recibió en compensación la ciudad rusa de Beliov.
En 1558, da comienzo la Guerra Livona, lo que supone un cambio estratégico de las alianzas, al acercarse las posiciones del Reino de Polonia y el Kanato de Crimea en contra de Rusia. Coincidiendo con la campaña rusa en Livonia, el hijo del kan tártaro, Mehmed Giray, con la ayuda de los nogayos de la Gran Horda lanzó una campaña de saqueo sobre Moscovia, pero tuvo que dar media vuelta antes del río Mech al apercibirse de la concentración de tropas rusas en el valle del Oká. Ese mismo año Segismundo firma con Devlet Giray un acuerdo por el que prohíbe a sus súbditos cosacos el lanzar campañas contra el territorio tártaro. Pese a la escasez de noticias sobre las actividades de Víshnevetski este año, cabe suponer que mientras el ejército regular del zar se encaminaba hacia el Báltico, éste dejó el cuidado de las fronteras meridionales a Víshnevetski. En primavera de ese mismo año, éste dirigiría una campaña contra los tártaros descendiendo el Volga y, tras pasar por Circasia reclutó a un grupo de auxiliares circasianos, con los que saqueó en otoño de 1558 la zona de Perekop, tras lo que ocupó la isla de Jórtytsia temporalmente.
En febrero de 1559, son lanzadas dos nuevas campañas moscovitas contra el Kanato de Crimea, bajo el mando de Danil Adáshev (hermano de Alekséi Adáshev), que desciende el Dniéper, y Víshnevetski, que lo hace por el Donets hacia Azak. Según los archivos otomanos (donde aparece con el peyorativo Dimitraș), que registran la construcción de barcos y la concentración de tropas en los ríos Psel y Vorskla, afluentes de Dniéper, por informaciones suministradas por espías del kanato de Crimea en Moscovia, el kan tártaro reclamó el socorro de la flota otomana. La expedición de Víshnevetski también fue notificada por los comandantes de Kefe y Azak. El ataque sobre esta última ciudad, en primavera de ese año, fue rechazado con la ayuda de tribus nogayas y de una escuadra de seis galeras otomana. El ataque sobre Azak revestía un riesgo para la situación alimentaria de Estambul, que dependía del grano que se embarcaba en el puerto de la ciudad, y una situación inestable en la zona provocaba escasez. Tras otro ataque rechazado en otoño de ese año gracias a la presencia de la flota otomana en el delta del Don, Víshnevetski atacó con barcas Kerş y remontó el Don para establecer unos cuarteles desde los que atacar la primavera siguiente. Las fuentes otomanas consideraban que Víshnevetski atacaba por cuenta propia, no directamente vinculado con Moscovia. Aún en invierno lanzaría otro ataque con el apoyo de la tribu circasiana Zanuy -cuyo comandante Kansuk falleció en el combate y su cabeza fue expuesta en Estambul-, que también sería rechazado.
En primavera de 1560, al parecer por cuenta propia, preparó una gran ofensiva en el bajo Don, dirigiendo a una tropa mixta de rusos, tártaros, nogayos y circasianos contra las fronteras del kanato que provocó una gran movilización de tropas turcas, lo que da a ver lo crítico del suministro alimentario. Las primeras informaciones otomanas hablan de 70-80.000 hombres bajo Víshnevetski, pero Devlet Giray dio una información menos exagerada, de 5.000 hombres y 400 en vanguardia. El kan crimeo por su parte, planeó una ofensiva contra un Moscú afectado por la hambruna, no secundada por los otomanos pues los moscovitas habían enviado emisarios que negaban vinculación alguna con las tropas de Víshnevetski, lo que sería un motivo para la ruptura de éste con el zar Iván. Contando con un ejército formado por aventureros de la estepa lanzó otro ataque infructuoso contra Azak en julio de 1560, rechazado por la llegada de una escuadra otomana. Se dirigió entonces a Tamán y Kerş, pero otra escuadra le esperaba en el estrecho. Sería la última acción de Víshnevetski contra las posesiones turcas.

### De vuelta en Polonia y muerte en Constantinopla
En 1561, reaparece en Polonia, donde el rey Segismundo le devuelve sus títulos y tierras gracias a la intervención de su hermano Michal. Dmitró gozaba de gran popularidad en Polonia, tanto entre los campesinos, como entre los nobles y el clero, como defensor de la cristiandad. En 1561, Víshnevetski lanza su última expedición contra los otomanos. Con un ejército de 4 000 hombres acude a Moldavia en apoyo de un boyardo en rebelión contra la Sublime Puerta, Ioan I Despot-Vodă, déspota de las islas de Samos y Paros y que aspiraba al trono del principado de Moldavia. Víshnevetski enseguida tuvo diferencias con el nuevo hospodar por la falta de pago a sus cosacos. Los nobles moldavos se acabarían rebelando en contra de Ioan, y Víshnevetski acudiría en julio de ese año de nuevo en apoyo del nuevo príncipe Ștefan VII Tomșa.
Sin embargo, fue traicionado por los moldavos, pues aunque Víshnevetski actuaba de algún modo en nombre del rey de Polonia, Tomșa cambió su fidelidad hacia el Imperio otomano, tratando de ser reconocido por la Sublime Puerta. Fue capturado prisionero en un emboscada sobre sus cosacos y enviado a Estambul para su suplicio y ejecución. Según la Crónica de Marcin Bielski, tras la negativa de Iván el Terrible a pagar su rescate, fue colgado de un gancho por las costillas en las murallas de Galata, agonizando durante tres días hasta que los turcos, ultrajados por los insultos que profería contra el Sultán y la religión musulmana, lo mataron a flechazos. Los historiadores se han mostrado divididos en la autenticidad de esta forma de ejecución: mientras Nikolái Kostomárov y Dmitri Evarnitski están de acuerdo con la versión de Bielski, Vladímir Golobutski, basándose en una información del embajador francés, que fue estrangulado. Una leyenda cosaca cuenta que el sultán le ofreció salvar su vida a cambio de que pasara a su servicio y se convirtiera a la religión musulmana, pero el lo rechazó. Desde su muerte, se convirtió en el primer héroe cosaco, inspiró leyendas y folclore.

## Homenaje

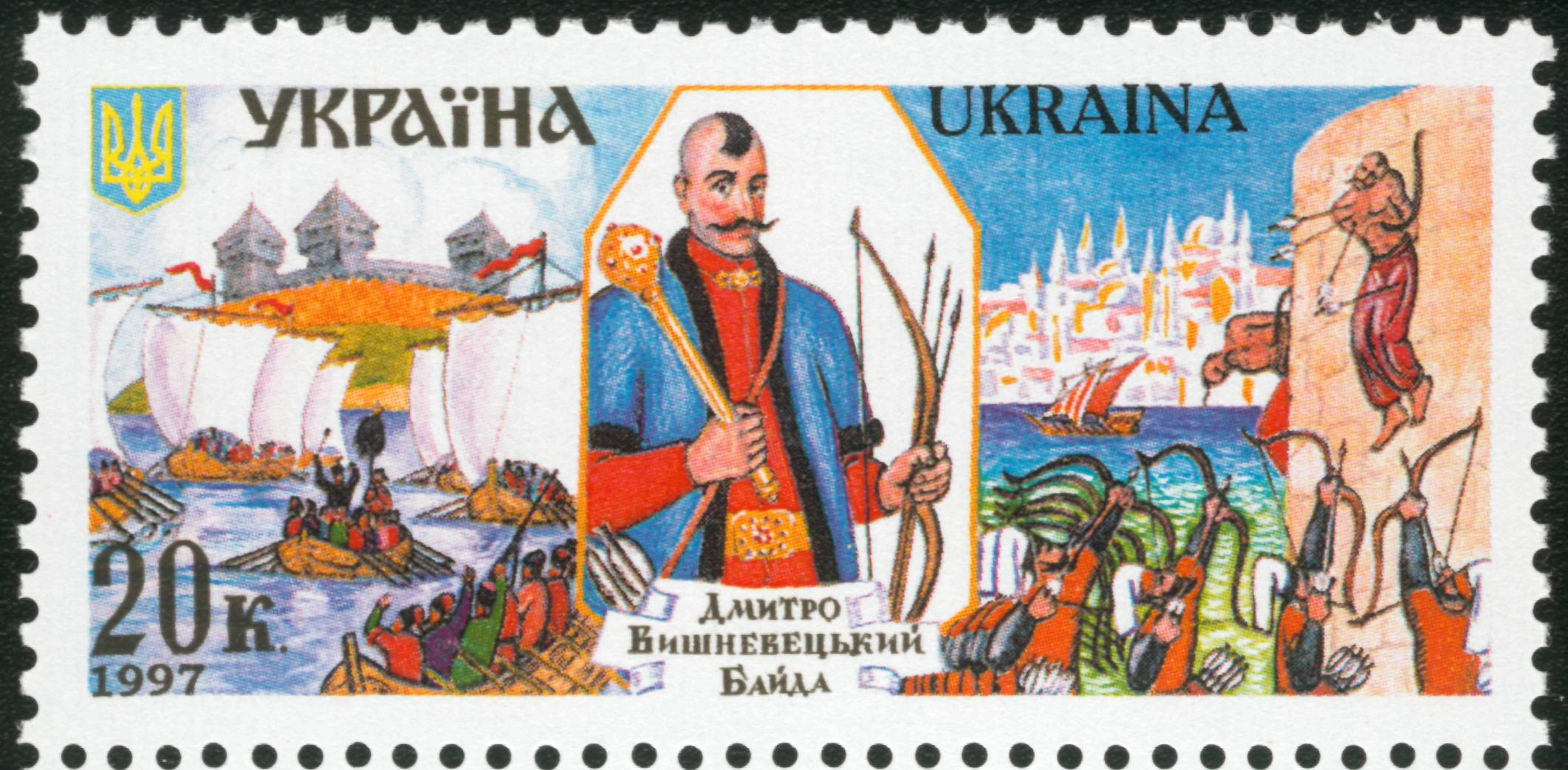
Sello postal de Ucrania, 1997.

En las ciudades ucranianas de Ternópil, Cherkasy y Kolomyia de Ucrania, existe una calle con el nombre de Víshnevetski. En Zaporozhia, hay varios monumentos a este personaje histórico, en la isla Jórtytsia y en el barrio Aleksándrovke. Aparece en un bajorrelieve en la Escuela de Música de Cherkasy. En 2012, se bautizó con su nombre el teatro ecuestre del castillo Zbarazh. Baida es el nombre de sendas canciones del grupo de música nacionalista ucraniano Sokira Peruna y el bielorruso de música medieval Stary Olsa.